# Lincoln Heights/Episodenliste
Diese Episodenliste enthält alle Episoden der US-amerikanischen Dramaserie Lincoln Heights, sortiert nach der US-amerikanischen Erstausstrahlung. Zwischen 2007 und 2009 entstanden in vier Staffeln 43 Episoden mit einer Länge von jeweils etwa 42 bis 45 Minuten.

## Übersicht
| Staffel | Episodenanzahl | Erstausstrahlung USA | Erstausstrahlung USA | Deutschsprachige Erstausstrahlung | Deutschsprachige Erstausstrahlung |
| Staffel | Episodenanzahl | Staffelpremiere      | Staffelfinale        | Staffelpremiere                   | Staffelfinale                     |
| ------- | -------------- | -------------------- | -------------------- | --------------------------------- | --------------------------------- |
| 1       | 13             | 8. Januar 2007       | 2. April 2007        |                                   |                                   |
| 2       | 10             | 4. September 2007    | 6. November 2007     |                                   |                                   |
| 3       | 10             | 16. September 2008   | 11. November 2008    |                                   |                                   |
| 4       | 10             | 14. September 2009   | 9. November 2009     |                                   |                                   |

## Staffel 1
Die Erstausstrahlung der ersten Staffel war vom 8. Januar bis 2. April 2007 auf dem US-amerikanischen Sender ABC Family zu sehen. Eine deutschsprachige Erstausstrahlung wurde noch nicht gesendet.
| Nr. (ges.) | Nr. (St.) | Deutscher Titel | Originaltitel     | Erstausstrahlung USA | Deutschsprachige Erstausstrahlung (D) | Regie           | Drehbuch |
| ---------- | --------- | --------------- | ----------------- | -------------------- | ------------------------------------- | --------------- | --- |
| 1          | 1         | —               | Pilot             | 8. Jan. 2007         | —                                     | Kevin Hooks     | Seth Freeman                                                                                                |
| 2          | 2         | —               | Suspicion         | 15. Jan. 2007        | —                                     | Peter O’Fallon  | G. Perelman                                                                                                 |
| 3          | 3         | —               | Betrayal          | 22. Jan. 2007        | —                                     | Bobby Roth      | Larry Moskowitz                                                                                             |
| 4          | 4         | —               | Obsession         | 29. Jan. 2007        | —                                     | Kevin Hooks     | Yolonda Lawrence                                                                                            |
| 5          | 5         | —               | Spree             | 5. Feb. 2007         | —                                     | Jesse Bochco    | Nelson Soler                                                                                                |
| 6          | 6         | —               | Baby Doe          | 12. Feb. 2007        | —                                     | Michael Schultz | Larry Moskowitz                                                                                             |
| 7          | 7         | —               | Manchild          | 19. Feb. 2007        | —                                     | Bobby Roth      | Yolonda Lawrence                                                                                            |
| 8          | 8         | —               | Blowback          | 26. Feb. 2007        | —                                     | Karen Gaviola   | Anthony Sparks                                                                                              |
| 9          | 9         | —               | Abduction         | 5. März 2007         | —                                     | Michael Switzer | Larry Moskowitz                                                                                             |
| 10         | 10        | —               | Missing           | 12. März 2007        | —                                     | Bill L. Norton  | Nelson Soler                                                                                                |
| 11         | 11        | —               | Tricks and Treats | 19. März 2007        | —                                     | Jesus Treviño   | Elyce Strong                                                                                                |
| 12         | 12        | —               | House Arrest      | 26. März 2007        | —                                     | Seith Mann      | Kathleen McGhee-Anderson & Anthony Sparks                                                                   |
| 13         | 13        | —               | The F Word        | 2. Apr. 2007         | —                                     | Jesse Bochco    | Handlung: Kathleen McGhee-Anderson Schauspiel: Larry Moskowitz, Nelson Soler, Anthony Sparks & Elyce Strong |

## Staffel 2
Die Erstausstrahlung der zweiten Staffel wurde vom 4. September bis 6. November 2007 auf dem US-amerikanischen Sender ABC Family gesendet. Eine deutschsprachige Erstausstrahlung wurde noch nicht gesendet.
| Nr. (ges.) | Nr. (St.) | Deutscher Titel | Originaltitel            | Erstausstrahlung USA | Deutschsprachige Erstausstrahlung (D) | Regie             | Drehbuch                                  |
| ---------- | --------- | --------------- | ------------------------ | -------------------- | ------------------------------------- | ----------------- | ----------------------------------------- |
| 14         | 1         | —               | Flashpoint               | 4. Sep. 2007         | —                                     | Michael Switzer   | Larry Moskowitz                           |
| 15         | 2         | —               | Peacemaker               | 11. Sep. 2007        | —                                     | Craig Ross, Jr.   | Anthony Sparks                            |
| 16         | 3         | —               | Grown Folks Business     | 18. Sep. 2007        | —                                     | Lee Rose          | Dayna Lynne North                         |
| 17         | 4         | —               | Old Man and the G        | 25. Sep. 2007        | —                                     | Bill Norton       | Nelson Soler & Dayna Lynne North          |
| 18         | 5         | —               | The Feeling That We Have | 2. Okt. 2007         | —                                     | Andy Wolk         | Jill Rothblatt Sowell                     |
| 19         | 6         | —               | The Cost of a T-Shirt    | 9. Okt. 2007         | —                                     | Millicent Shelton | Dawn Urbont                               |
| 20         | 7         | —               | No Way Back              | 16. Okt. 2007        | —                                     | Ernest Dickerson  | Larry Moskowitz & Tracy Grant             |
| 21         | 8         | —               | An Eye For An Eye        | 23. Okt. 2007        | —                                     | Fred Gerber       | Dayna Lynne North & Debbie Wright         |
| 22         | 9         | —               | Out with a Bang          | 30. Okt. 2007        | —                                     | Charles Stone III | Nelson Soler                              |
| 23         | 10        | —               | The Vision               | 6. Nov. 2007         | —                                     | Kevin Inch        | Kathleen McGhee-Anderson & Anthony Sparks |

## Staffel 3
Die Erstausstrahlung der dritten Staffel fand zwischen dem 16. September und dem 11. November 2008 auf dem US-amerikanischen Sender ABC Family statt. Eine deutschsprachige Erstausstrahlung wurde noch nicht gesendet.
| Nr. (ges.) | Nr. (St.) | Deutscher Titel | Originaltitel               | Erstausstrahlung USA | Deutschsprachige Erstausstrahlung (D) | Regie             | Drehbuch                                                        |
| ---------- | --------- | --------------- | --------------------------- | -------------------- | ------------------------------------- | ----------------- | --------------------------------------------------------------- |
| 24         | 1         | —               | Glass House                 | 16. Sep. 2008        | —                                     | Andy Wolk         | Kathleen McGhee-Anderson                                        |
| 25         | 2         | —               | Sex, Lies and Secrets       | 23. Sep. 2007        | —                                     | Peter O’Fallon    | Dawn Urbont                                                     |
| 26         | 3         | —               | The New Wild Ones           | 30. Sep. 2008        | —                                     | Lee Rose          | Dayne Lynne North                                               |
| 27         | 4         | —               | The Day Before Tomorrow     | 7. Okt. 2008         | —                                     | Ernest Dickerson  | Seth Freeman & Anthony Sparks                                   |
| 28         | 5         | —               | Number One with a Bullet    | 14. Okt. 2008        | —                                     | Andy Wolk         | Nelson Soler                                                    |
| 29         | 6         | —               | Disarmed                    | 21. Okt. 2008        | —                                     | Charles Stone III | Jill Rothblatt Sowell                                           |
| 30         | 7         | —               | Ode to Joy                  | 28. Okt. 2008        | —                                     | Bill Norton       | David Ehrman                                                    |
| 31         | 8         | —               | The Price You Pay           | 4. Nov. 2008         | —                                     | Fred Gerber       | Tracy Grant                                                     |
| 32         | 9         | —               | Prom Night                  | 11. Nov. 2008        | —                                     | Lee Rose          | Handlung: Kevin Arkadie Schauspiel: Dawn Urbont & Kevin Arkadie |
| 33         | 10        | —               | The Ground Beneath Our Feet | 11. Nov. 2008        | —                                     | Kevin Inch        | Kathleen McGhee-Anderson & David Ehrman                         |

## Staffel 4
Die Erstausstrahlung der vierten Staffel war vom 14. September bis zum 9. November 2009 auf dem US-amerikanischen Sender ABC Family zu sehen. Eine deutschsprachige Erstausstrahlung wurde noch nicht gesendet.
| Nr. (ges.) | Nr. (St.) | Deutscher Titel | Originaltitel         | Erstausstrahlung USA | Deutschsprachige Erstausstrahlung (D) | Regie                   | Drehbuch                 |
| ---------- | --------- | --------------- | --------------------- | -------------------- | ------------------------------------- | ----------------------- | ------------------------ |
| 34         | 1         | —               | Home Again            | 14. Sep. 2009        | —                                     | Charles Stone III       | Kathleen McGhee-Anderson |
| 35         | 2         | —               | Persons of Interest   | 21. Sep. 2009        | —                                     | Bill Norton             | David Ehrman             |
| 36         | 3         | —               | Aftershock            | 28. Sep. 2009        | —                                     | Kevin Rodney Sullivan   | Nelson Soler             |
| 37         | 4         | —               | Time to Let Go        | 5. Okt. 2009         | —                                     | Andy Wolk               | Jill Rothblatt Sowell    |
| 38         | 5         | —               | Trash                 | 12. Okt. 2009        | —                                     | Ernest Dickerson        | Anthony Sparks           |
| 39         | 6         | —               | With You I Will Leave | 19. Okt. 2009        | —                                     | Lee Rose                | Dawn Urbont              |
| 40         | 7         | —               | Relative Unknown      | 26. Okt. 2009        | —                                     | Ernest Dickerson        | Dayna Lynne North        |
| 41         | 8         | —               | Bully for You         | 2. Nov. 2009         | —                                     | Charles Randolph-Wright | Larry Moskowitz          |
| 42         | 9         | —               | The Gathering Storm   | 9. Nov. 2009         | —                                     | Lee Rose                | David Ehrman             |
| 43         | 10        | —               | Lucky                 | 9. Nov. 2009         | —                                     | Kevin Inch              | Kathleen McGhee-Anderson |